# Ridge
För andra betydelser, se Ridge (olika betydelser).

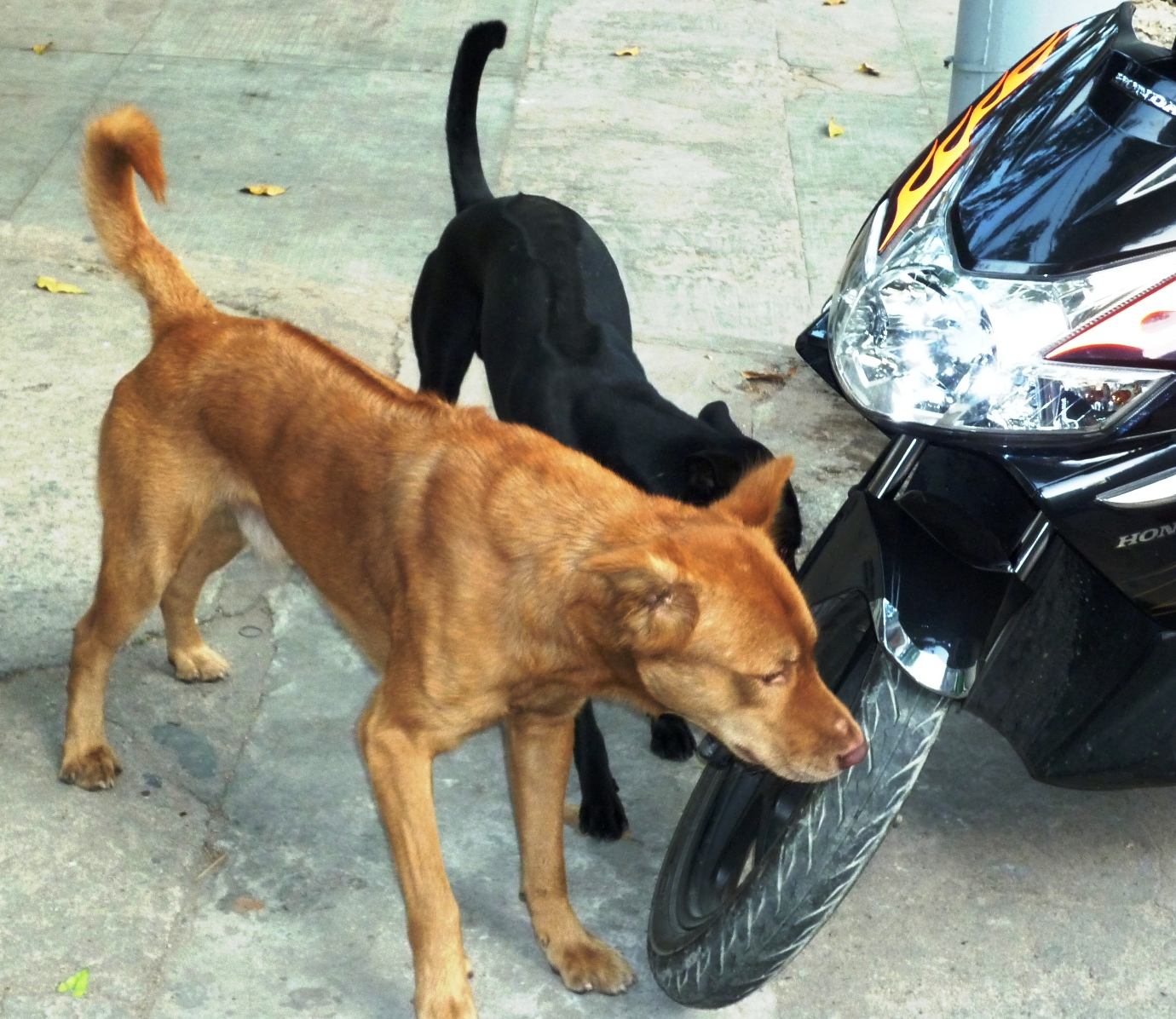
Två Phu Quoc ridgeback-hundar i de två förekommande färgvarianterna, med ridgen synlig längs ryggen.

Ridge (/ridʒ/, efter engelskans ord för ås) är en mothårs växande hårkam på ryggen hos en hund. Ridgen återfinns endast hos tre hundraser och ingår också i deras namn. De tre raserna är rhodesian ridgeback, thai ridgeback och Phu Quoc ridgeback.

## Skillnaden mot ål
En liknande ryggstrimma är ålen hos hästar och vissa andra djur (kan även finnas hos åsnor, nötkreatur, kanin och hund). Den består inte av mothårs växande hår utan av hår i en avvikande färg.